# Fagus lucida
Espèce
Classification phylogénétique
Fagus lucida est une espèce d'arbre de la famille des Fagacées. Il est originaire du sud et de l'est de la Chine.
Synonymes hétérotypiques :
- Fagus lucida var. opienica Y.T.Chang  (1966)
- Fagus nayonica Y.T.Chang  (1966)

## Description

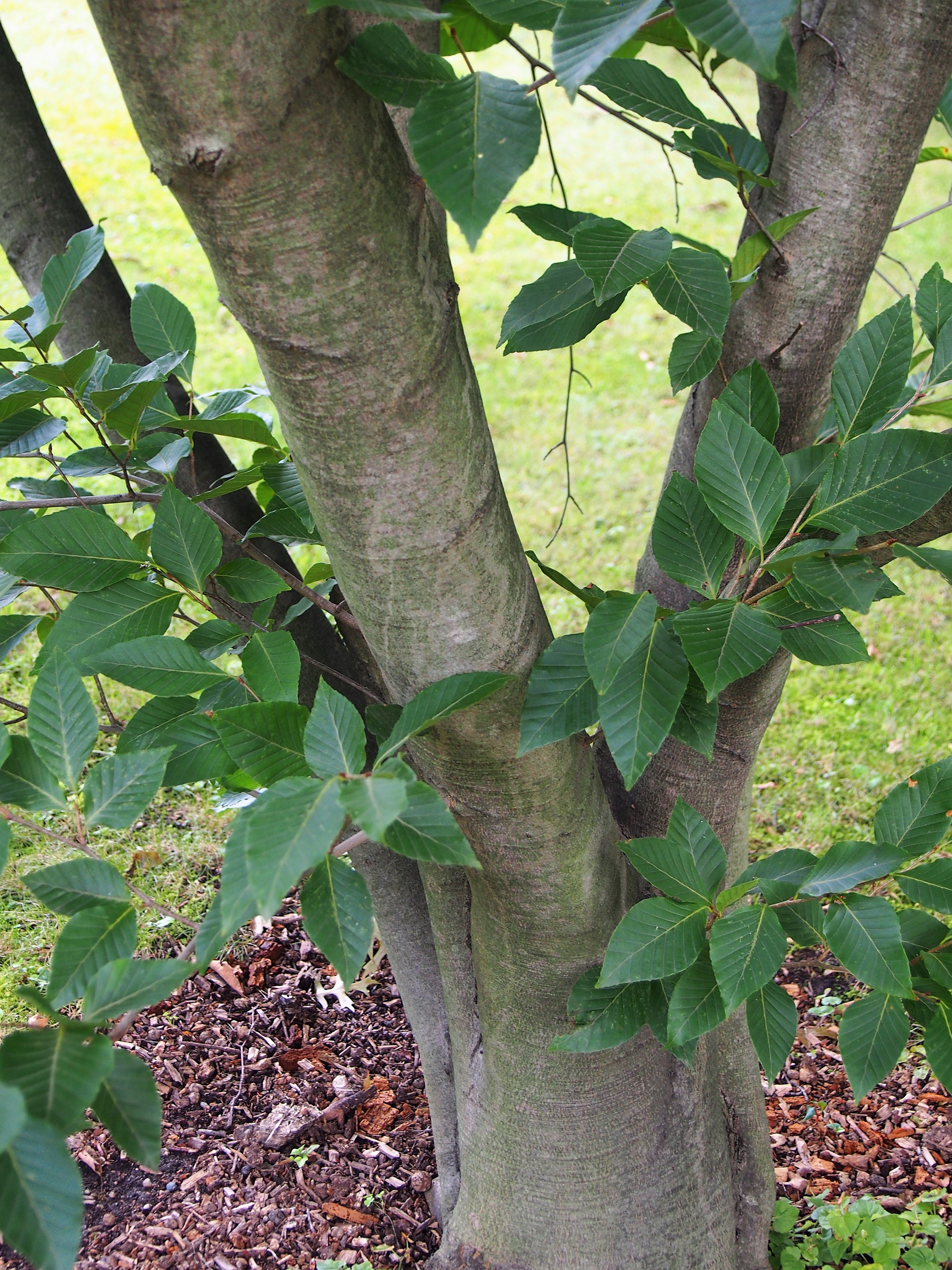
Tronc et rameaux

C'est un arbre atteignant 25 m de haut. Ses bourgeons d'hiver mesurent environ 1,5 cm. Le pétiole fait 0,6-2 cm ; les limbes des feuilles sont ovales à elliptique-ovales, de 5 à 11 cm. Elles sont de couleur vert brillant et glabres, à l'exception d'une pubescence soyeuse sur la nervure médiane. Leur base est largement cunéiforme à arrondie avec une marge légèrement sinueuse. Les apex sont aigus à brièvement acuminés ; les nervures secondaires des feuilles, au nombre de 8 à 12 de chaque côté de la nervure médiane se terminant par de minuscules dents. Les pédoncules sont de 0,5-1,5 cm, glabres. Les cupule mesurent 1-1,5 cm ; les bractées étroitement appliquées, triangulaires mucronées, sont de 1-2 mm, rarement apicales, légèrement ascendantes. Les faines sont munies d'ailes minuscules ou à peine visibles près de l'apex. La floraison a lieu en avril-mai, la fructification en septembre-octobre.
Les graines et les jeunes feuilles sont comestibles.